# Przegląd Sportowy
Przeglad Sportowy (с пол. — «Спортивный обозреватель») — польская ежедневная спортивная газета, выходящая с 1921 года. Основана в Кракове, позже редакция переехала в Варшаву.

## История
Основатели газеты — группа краковских спортивных журналистов, куда входили Игнаций Розеншток, Й. Биллиг, Александр Дембиньский, Юзеф Школьниковский, Леон Гляйсснер и Тадеуш Сыновец. До ноября 1921 года первым редактором газеты был Розеншток. В первом выпуске значилось, что газета «Przeglad Sportowy» — орган Краковского окружного футбольного союза. С 23 июля 1921 года газета стала официальным органом Польского футбольного союза и четырёх региональных футбольных союзов Кракова, Варшавы, Лодзи и Львова. Первый номер от 6 января 1922 года вышел в пятницу, а позже газета стала выходить и в другие дни. В последующие годы газета стала называть себя официальным органом Польского союза лыжного спорта, Польского теннисного союза (1922) и Польского союза лёгкой атлетики (1923).
В 1925 году редакция газеты перебралась в Варшаву, с 1929 года выходила дважды в неделю. Офис редакции находился в Доме прессы в Варшаве на улице Маршалковской 3/5. После завершения Второй мировой войны в Европе, 12 июля 1945 года вышел первый послевоенный номер в Лодзе. В июне 1946 года редакция снова переехала в Варшаву. С 1957 года к газете выходит приложение Skarb Kibica. До 1 марта 1982 года в связи с военным положением выпуск газеты не осуществлялся.
24 июля 1992 года вышел первый цветной выпуск специально к летней Олимпиаде в Барселоне. 6 октября 2000 года вышел первый выпуск пятничного приложения «Magazyn Sportowy». До 2 ноября 2007 года издателем в Варшаве было польское издательство Marquard Media Polska Sp. z o.o., позже его сменило отделение швейцарского издания Ringier Axel Springer. До конца марта 2000 года газета выходила по будням, с 1 апреля 2000 года стала выходить шесть раз (шестое издание — субботнее). После объединения с краковским изданием «Tempo» и последующей ликвидации краковской редакции каждую пятницу выходит вместе с «Magazyn Sportowy» и припиской «Tempo» (с 12 сентября 2008).

## Деятельность
Это крупнейшая спортивная газета Польши, которая публикует новости обо всех событиях спорта в Польше и за рубежом. Газета с 1926 года проводит голосование за лучшего спортсмена года. Газета выходит в печатном и электронном форматах, с марта 2014 года сотрудничает с изданием Betegy, публикуя свои прогнозы на матчи. Стараниями газеты появились такие соревнования, как чемпионат Польши по футболу и велогонка Tour de Pologne.

## Главные редакторы[4]
- Игнаций Розеншток (1921)
- Фердинанд Гётель (1922 — 1926)
- Казимеж Вержиньский (10 июля 1926 — 5 декабря 1931)
- Марьян Стжелецкий (1931 — 1939)
- Тадеуш Малишевский (1945 — 1950)
- Эдвард Вацлав Трояновский (1950 — 1951)
- Эдвард Стжелецкий (1951 — 1969)
- Анджей Юцевич (1970 — 1976)
- Лукаш Едлевский (1976 — 1990)
- Мацей Польковский (1990 — 1994)
- Пётр Гурский (1 декабря 1994 — 2003)[5]
- Роман Колтун (2004 — 3 декабря 2007)
- Яцек Адамчик (3 декабря 2007 — 2008)
- Томаш Контек (2008)
- Марцин Калита (2008 — 2013)
- Михал Поль (2013 — 2017)
- Пжемыслав Рудзкий (2017 — н.в.)